# Vanoise Express
Pour les articles homonymes, voir Vanoise.
Le Vanoise Express est un ensemble de deux téléphériques indépendants à voie unique parallèles construit par Poma, qui relie depuis décembre 2003 en 5 minutes les domaines skiables des Arcs/Peisey-Vallandry et de La Plagne entre Montchavin Les Coches (1 548 m) et Peisey-Vallandry (1 650 m). Chacune des deux cabines à deux niveaux emmène 187 personnes et 1 cabinier, la plus grande capacité du monde pour un téléphérique jusqu'en 2016. Le Vanoise Express atteint 45 km/h et peut transporter 2 000 pers/h.

## Projet
Le projet du Vanoise Express tire son origine dans le souhait d'une liaison entre les domaines de La Plagne et des Arcs. Un téléphérique horizontal a donc été imaginé pour franchir la vallée qui sépare les deux espaces. L'appareil a été construit en 2003 par la société iséroise Poma avec le bureau d'études Denis Creissels SA. Les gares, en béton armé, ont été dessinées par l'architecte Bernard Taillefer. Elles se distinguent par leurs tours « signal », bornes ancrées dans la montagne qui marquent la présence de l'appareil et se lisent tel un repère pour le skieur. L'ensemble a coûté 16,5 millions d'euros. Les deux domaines désormais réunis forment un unique espace ski dénommé Paradiski, deuxième plus grand domaine skiable relié du monde, après Les Trois Vallées.

## Caractéristiques techniques
Le Vanoise Express est une remontée mécanique de type double téléphérique monovoie à va-et-vient : chaque voie dispose d'un fonctionnement indépendant de l'autre.
La station motrice (dite G1) est la gare de Plan-Peisey, implantée sur le domaine de Peisey-Vallandry à 1 650 m d'altitude. Chaque voie dispose d'une motorisation de 530 kW. Deux groupes électrogènes de 225 kVA prennent le relais de l'alimentation électrique en cas de défaillance du réseau principal. La station retour (dite G2) est implantée à 1 548 m et est située sur le domaine de La Plagne. Les deux gares sont à une altitude sensiblement égale (64 m de dénivellation) mais l'appareil traverse une vallée sur 1 824 m à 380 m du sol. La traversée de 1 850 m est réalisée en 5 minutes via deux câbles porteurs de 75 mm et un câble tracteur de 45 mm (pour chaque voie). Ce dernier est supporté au niveau du brin retour par deux câbles spécifiques de 42 mm.
Les deux cabines ont été construites par le carrossier italien Lovisolo. Elles accueillent chacune 200 personnes et 1 conducteur répartis sur 2 niveaux. Il s'agissait à sa mise en service de la plus grande capacité de cabine de téléphérique au monde, un record détrôné par le téléphérique de la baie de Ha Long, entré en service en 2016. Le chariot ne dispose pas de freins dédiés et la liaison au câble tracteur est de type chapeau de gendarme.

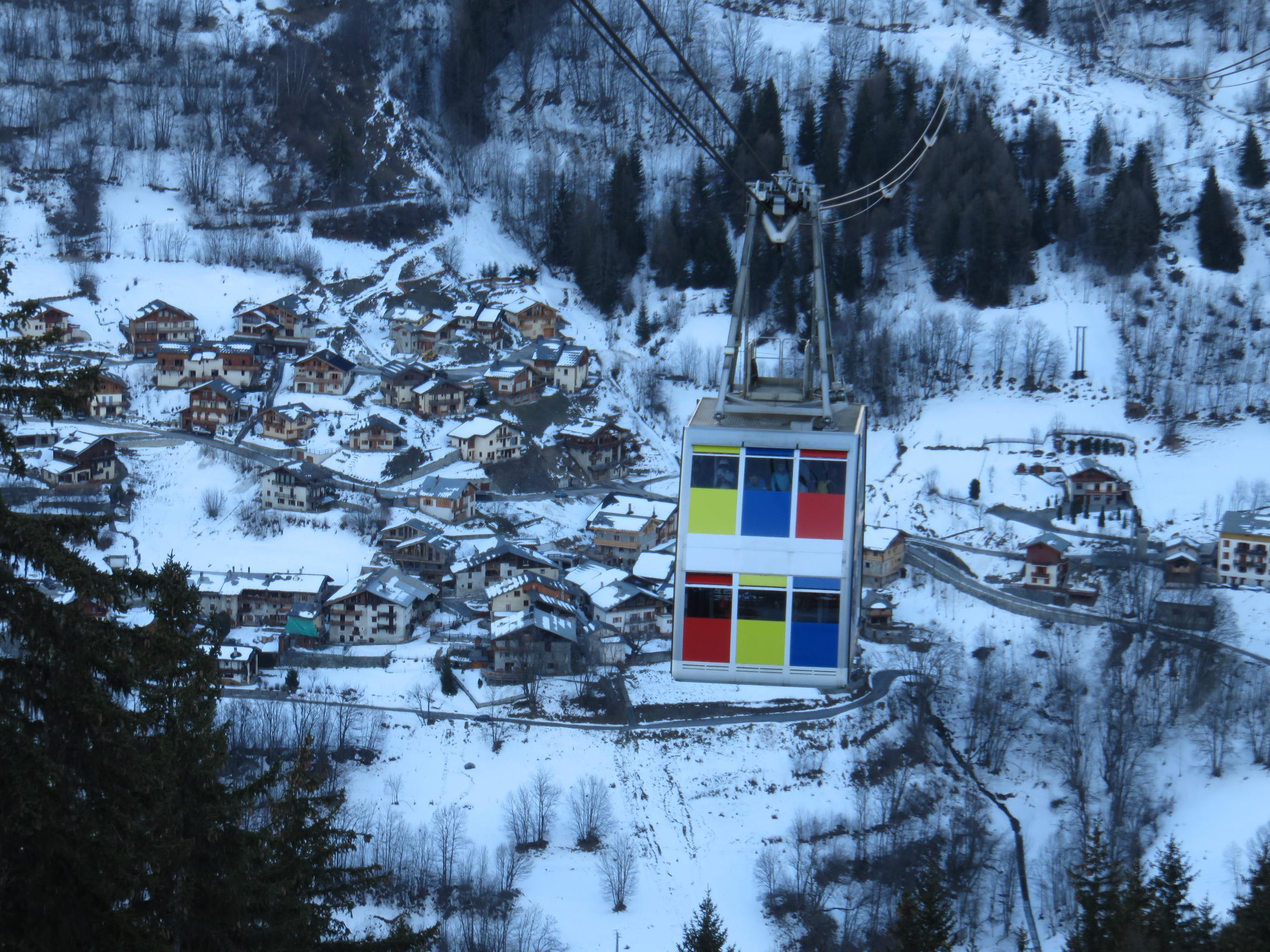
Une cabine s'approche de la station.
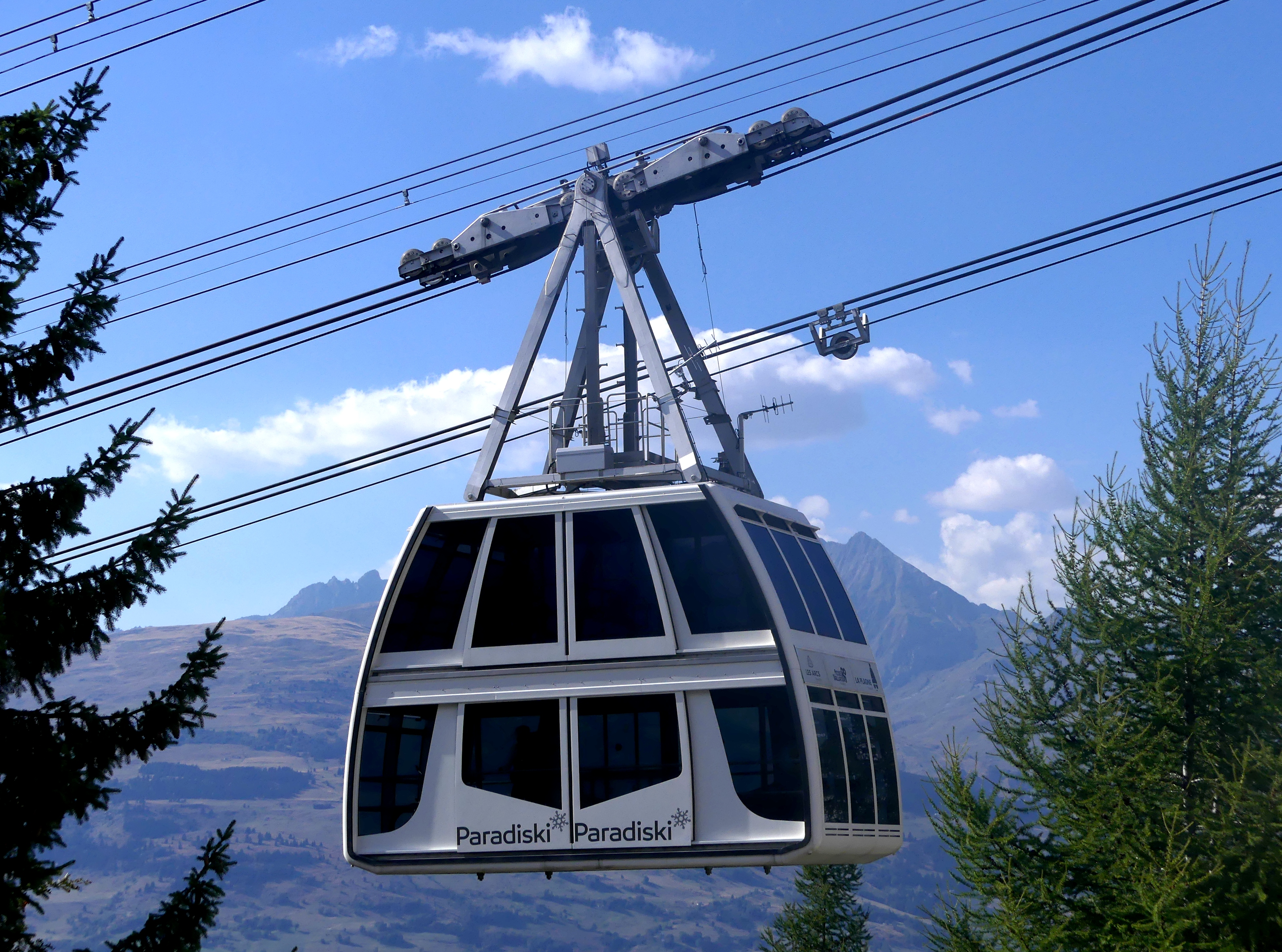
Benne Vanoise-Express.
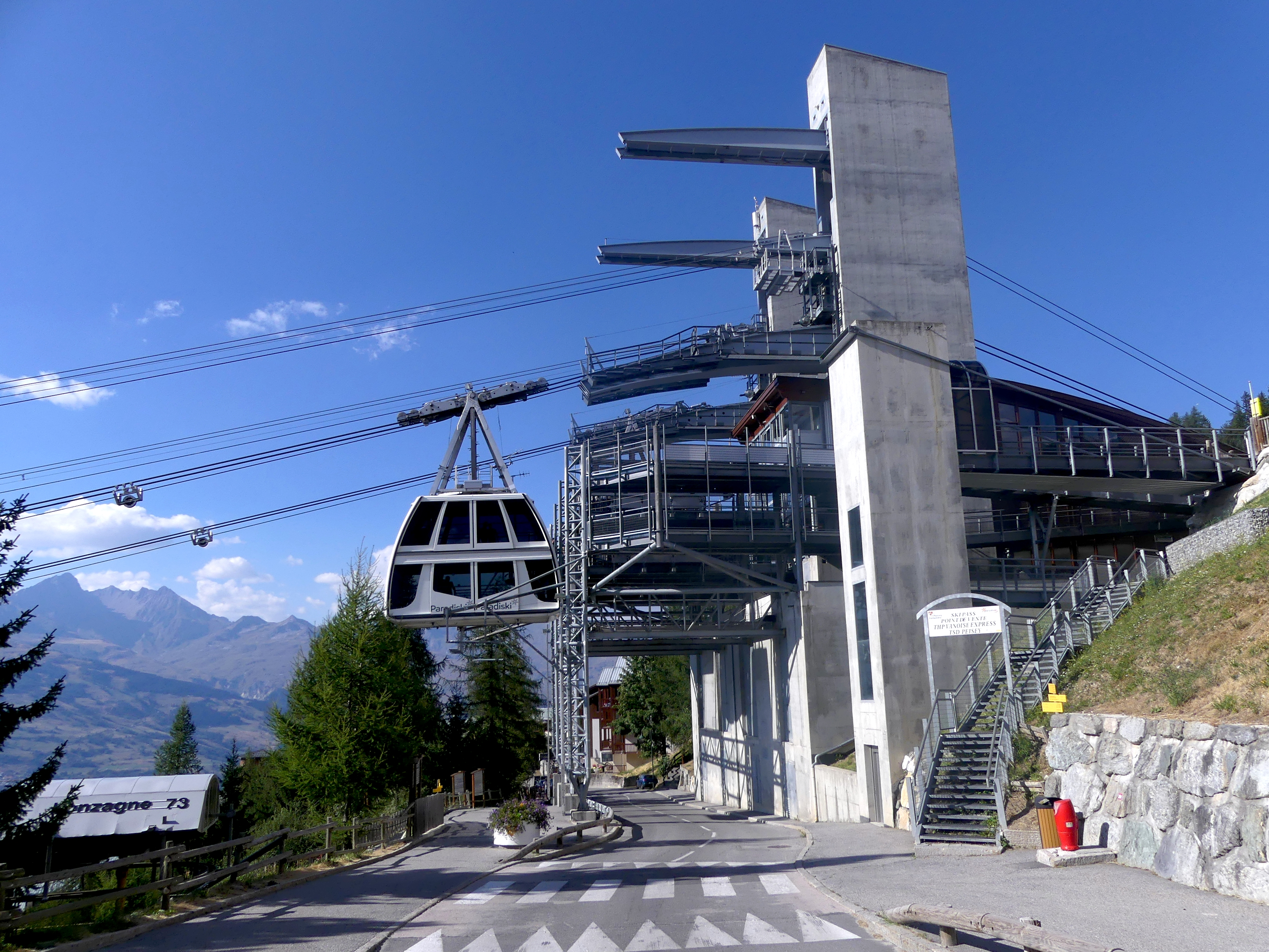
Benne arrivant à la station de Plan-Peisey.
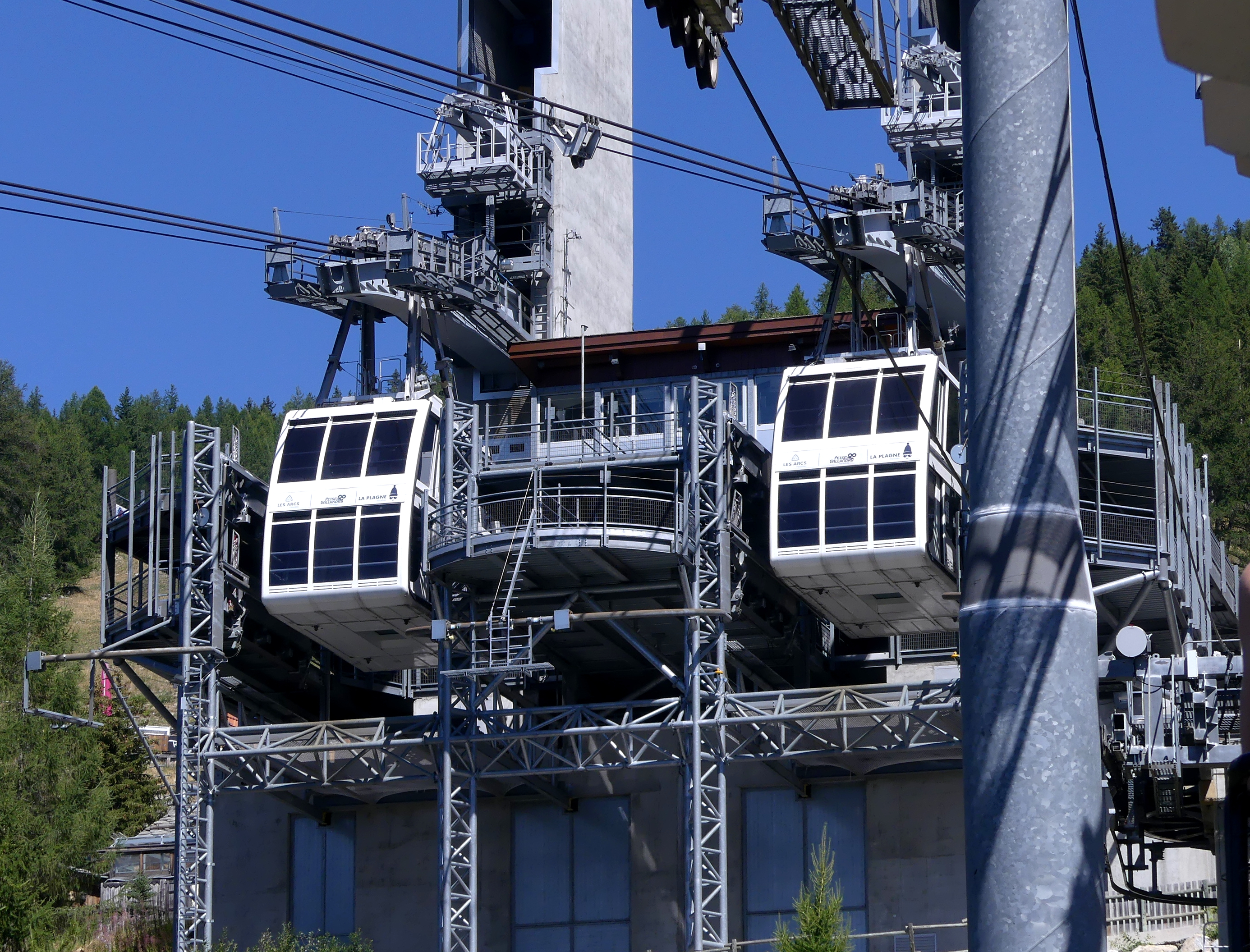
Les 2 bennes présentes à Plan-Peisey.
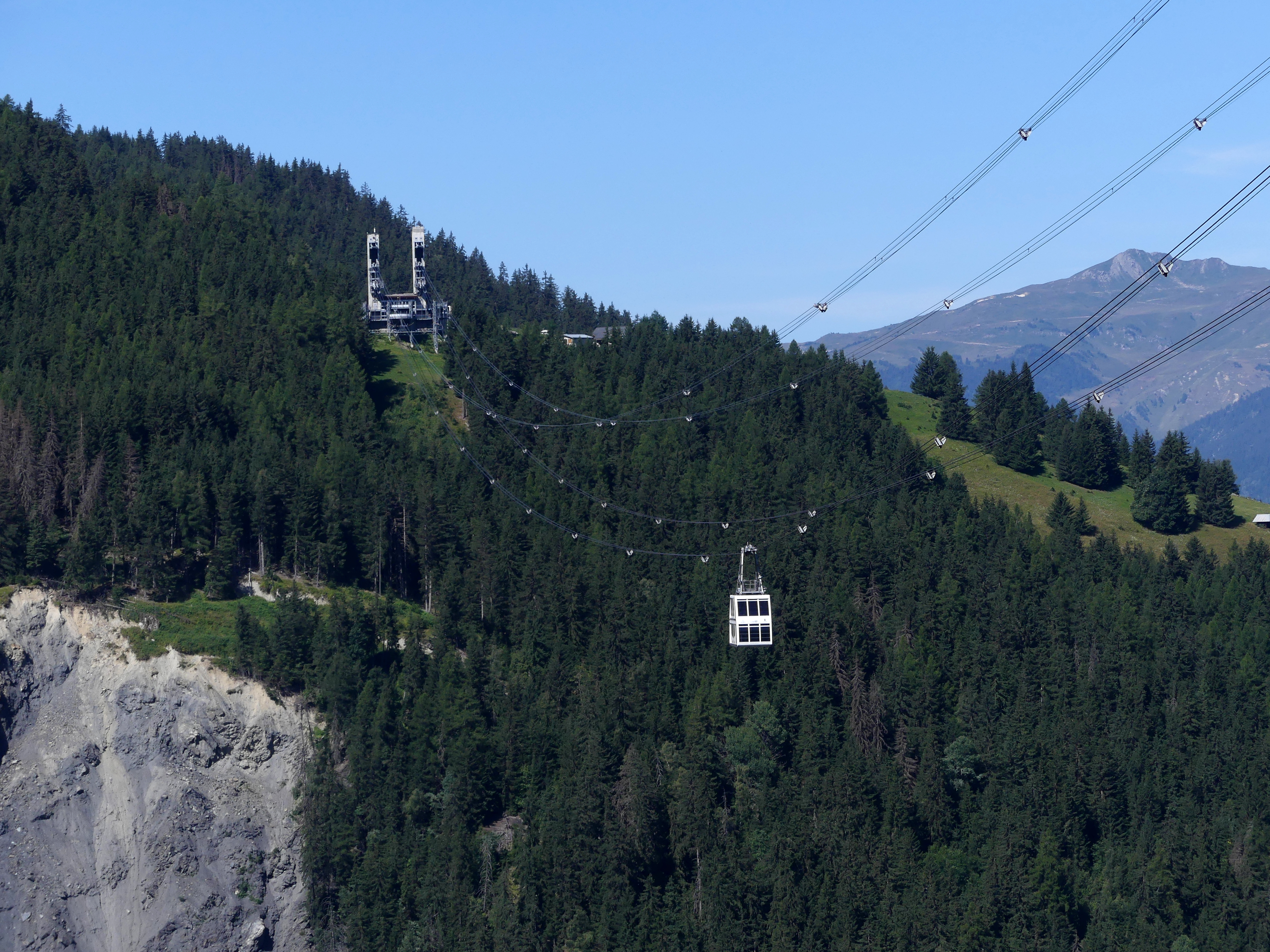
Benne à mi-parcours, vue côté Montchavin.

## Pannes
Le Vanoise Express était hors service pour la saison 2007-2008 à la suite d'anomalies détectées sur les câbles. Ces problèmes sont apparus à l’occasion d’un contrôle périodique de l’appareil, réalisé le 21 novembre 2007. En cause : la rupture de fils Z, c'est-à-dire de la peau extérieure des câbles. Il convient de noter que les câbles de téléphérique ont normalement une durée de vie de 30 à 40 ans. Cette fermeture du Vanoise Express a été lourde de conséquences pour les skieurs de la région, qui ne pouvaient plus opter pour le forfait Paradiski. Les changements de câbles ont été effectués durant l'inter-saison, et le téléphérique a rouvert le 20 décembre 2008.